# Barro Alto (Goiás)
Pour les articles homonymes, voir Barro Alto (Bahia).
Barro Alto est une municipalité brésilienne de l'État de Goiás et la microrégion de Ceres.